# Henrik Holck

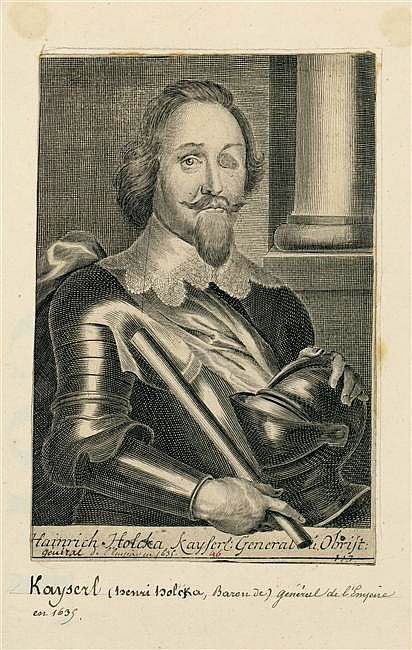
Henrik Holck.

Henrik Holck, född den 18 april 1599, död den 9 september 1633, var en dansk-tysk krigare.
Överste och chef för ett ryttarregemente 1626 deltog Holck i Ernst von Mansfelds och hertigen av Sachsen-Weimars krigståg till Schlesien 1626 men tillfångatogs. Frisläppt utmärkte han sig under vid försvaret av Stralsund mot Wallenstein 1628. Gick i kejserlig tjänst under Wallenstein och senare Tilly. 1632 får Holck befäl över ett kyrassiärregemente och under sommaren blir han utnämnd till fältmarskalklöjtnant. Vid stormningen av Dresden förlorar han ett öga. Deltar med utmärkelse i slaget vid Lützen 1632, där han leder den vänstra kavalleriflygeln, blir i december samma år tysk riksgreve och generalfältmarskalk, samt deltar vid Leipzigs intagande 1633. Sistnämnda år rycker Holck på direkt order av Wallenstein för tredje gången in i Sachsen, där insjuknar Holck i pesten och dör endast 34 år gammal. Liket förs till Köpenhamn och senare till Herresteds kyrka vid Ravnholt.